# Château d'Egremont
Pour les articles homonymes, voir Egremont.
Le château d'Egremont est situé dans la ville anglaise d'Egremont (Cumbria).

## Histoire
Le château d'origine est construit sur un monticule au-dessus de la rivière Ehen, à l'emplacement d'un fort danois, à la suite de la conquête du Cumberland en 1092 par Guillaume II d'Angleterre. Le château actuel est construit par William Meschin, entre 1120 et 1135. D'autres ajouts sont effectués au XIIIe siècle. Il tombe progressivement en ruine.
Le château assure la protection de la ville que Guillaume crée également. La longue et large rue offre un marché aux commerçants, qui bénéficient de privilèges et d'une sécurité en échange du paiement de péages. Une partie des bénéfices est sans doute utilisée par ce père fondateur d'Egremont dans la fondation du Prieuré de St Bees, dédié à Sainte Bega, à St Bees sur la côte de Cumbrie.
Le château est de conception Motte-et-Bailey.
On dit qu'il possédait autrefois une corne que seul l'héritier légitime pouvait souffler. La légende a fait l'objet du poème de William Wordsworth, The Horn of Egremont Castle.